# 735 Marghanna
735 Marghanna

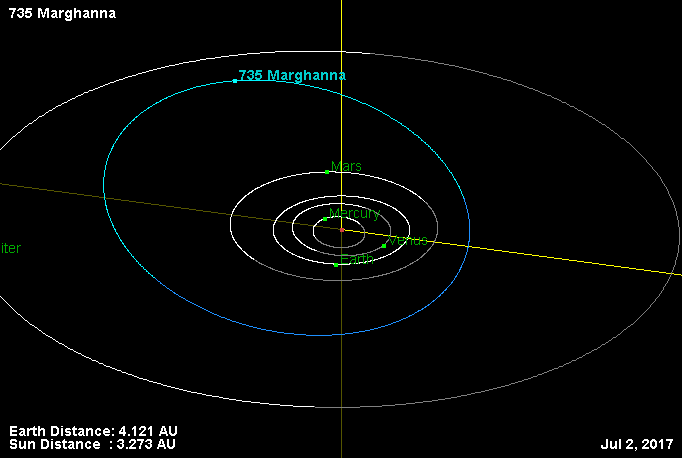
Quỹ đạo của 735 Marghanna

735 Marghanna là một tiểu hành tinh ở vành đai chính. Nó được Heinrich Vogt phát hiện ngày 9.12.1912 ở Heidelberg, và được đặt theo 2 tên Margarete Vogt, mẹ của Heinrich Vogt, và Hanna, một người họ hàng thân thuộc của ông